# Herramienta accionada por pólvora
Una herramienta accionada por pólvora ( PAT, a menudo llamada genéricamente pistola Hilti o pistola Ramset en honor a las empresas que la fabrican) es un tipo de pistola de clavos que se utiliza en el entorno de construcción y  en el entorno de fabricación para unir materiales a sustratos duros como el acero o el hormigón. Esta tecnología de fijación conocida como "técnica de fijación directa o técnica de fijación explosiva", funciona mediante una explosión controlada de una pequeña carga de propelente químico, similar al proceso que dispara un arma de fuego.

## Características

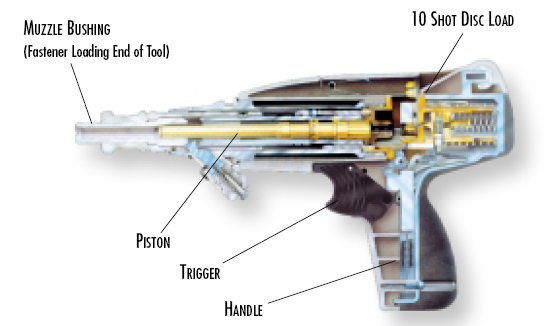
Sección transversal de una herramienta accionada por pólvora de baja velocidad

Las herramientas accionadas por pólvora se utilizan generalmente por su rapidez de funcionamiento, en comparación con otros procesos tales como la perforación y la instalación de un elemento de fijación roscado o remachado. Pueden utilizarse com más facilidad en lugares estrechos o incómodos, como en la instalación de clips de suspensión de acero en un techo de hormigón.
Estas herramientas funcionan con pequeños cartuchos explosivos, que se activan cuando un percutor golpea el cebador sensible, de fulminato de mercurio, en la base del cartucho. El cebador enciende la carga principal de pólvora, que deflagra con gran velocidad. Los gases calientes liberados por la combustión del propelente acumulan rápidamente presión dentro del cartucho, que golpea directamente la cabeza de un pistón, empujandoel clavo fuera de la boca del cañón contra el hormigón o el acero.
Hay dos tipos de herramientas accionadas por pólvora: de alta y de baja velocidad. En herramientas de alta velocidad, la carga propulsora actúa directamente sobre el clavo en un proceso similar al de un arma de fuego. En las herramientas de baja velocidad hay un pistón en la recàmara. El propelente actúa sobre el pistón, que a su vez impulsa el clavo contra el objetivo (de hormigón o de acero). El pistón es análogo al cerrojo de una pistola de cerrojo cautivo
Una herramienta se considera de baja velocidad si la velocidad media desalida del clavode fijación no supera los 91 m/s sin que en ningún caso tenga una velocidad superior a los 108 m/s. Una herramienta de alta velocidad impulsa o descarga un clavo, pasador o elemento de fijación a más de 91m/s.
Las herramientas de alta velocidad fabricadas o vendidas en Estados Unidos deben cumplirl unas especificaciones en determinadas circunstancias; muchas se utilizan en las industrias de la construcción naval y del acero.
Los clavos de fijación clavados con pólvora están hechos de acero especial tratado térmicamente; los clavos comunes no son seguros para esta aplicación. Existen muchos elementos de fijación especializados diseñados para aplicaciones específicas en las industrias de la construcción y la fabricación.

## Historia
La tecnología accionada por pólvora se desarrolló para uso comercial durante la Segunda Guerra Mundial, cuando se utilizaron sistemas de fijación de alta velocidad para reparar temporalmente daños en los barcos. En caso de roturas en el  casco, estas herramientas que se utilizaban para fijar placas de acero sobre las zonas dañadas,  fueron desarrolladas por Mine Safety Appliances, para la Marina de Estados Unidos.  Las herramientas accionadas por pólvora ya se investigaron antes de ese desarrollo; de hecho se utilizaron en la guerra antisubmarina durante la Primera Guerra Mundial y fueron objeto de una patente de Estados Unidos de 1921 (patente de EE. UU. núm. 1365869).

## Tipo

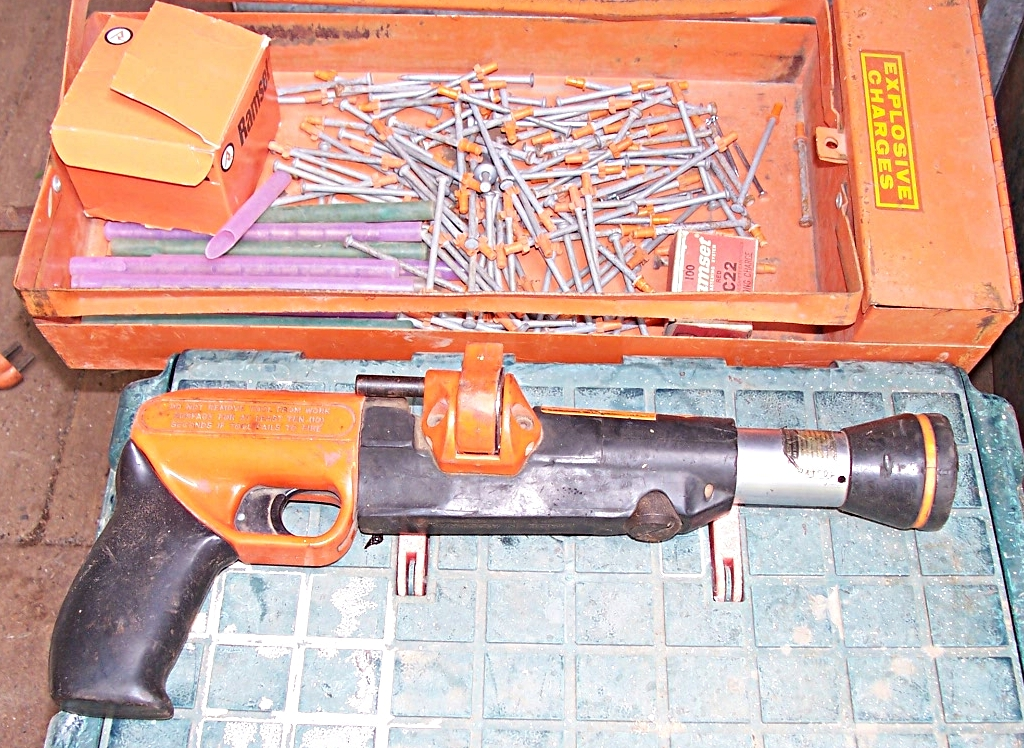
Herramienta accionada por pólvora Ramset. Los tubos de colores contienen cartuchos individuales. También se pueden ver 75 clavos de acero endurecido de 8 mm

Las herramientas accionadas por pólvora se pueden clasificar:
- Acción directa (la carga actúa directamente sobre la cabeza del clavo a alta velocidad),
- Acción indirecta (mediante un pistón intermedio a baja velocidad)
- De un solo disparo o alimentado por cargador
- Ciclo de pistones automático o manual
- Alimentación automática o manual de las cargas

## Suministro de energía

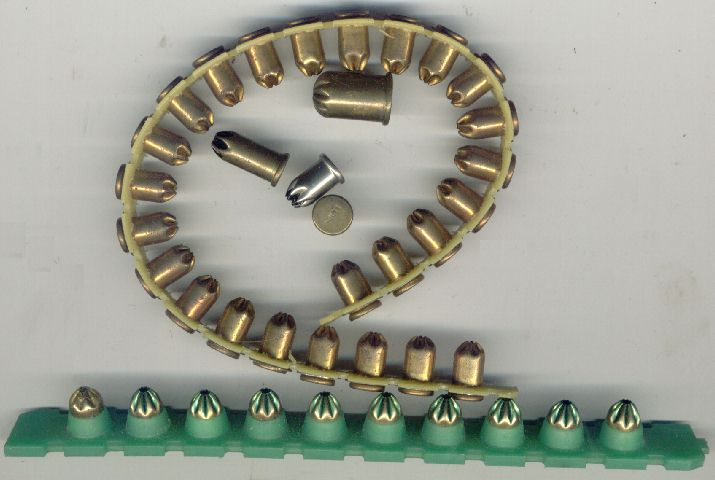
Cartuchos en tira de plástico para una pistola de clavos

Las herramientas accionadas por pólvora funcionan con cartuchos de fogueo especialmente diseñados, también llamados informalmente: "cargas", "boosters" o "balas".
En muchos casos, las cargas son cartuchos de armas de fuego comunes con casquillos modificados, sin balas. El .22 Short, desarrollado por Smith & Wesson, es común. Estas cargas pueden ser de un solo disparo o fabricadas y distribuidas en una tira de plástico.

### Codificación de colores
| Codificación de colores | Velocidad              |
| ----------------------- | ---------------------- |
| Gris                    | 315 pies/s (96,0 m/s)  |
| Marrón                  | 385 pies/s (117,3 m/s) |
| Verde                   | 490 pies/s (149,4 m/s) |
| Amarillo                | 575 pies/s (175,3 m/s) |
| Rojo                    | 675 pies/s (205,7 m/s) |
| Lila                    | 755 pies/s (230,1 m/s) |

| Codificación de colores | Velocidad               |
| ----------------------- | ----------------------- |
| Gris                    | 845 pies/s (257,6 m/s)  |
| Marrón                  | 935 pies/s (285 m/s)    |
| Verde                   | 1025 pies/s (312,4 m/s) |
| Amarillo                | 1115 pies/s (339,9 m/s) |
| Rojo                    | 1205 pies/s (367,3 m/s) |
| Lila                    | 1295 pies/s (394,7 m/s) |

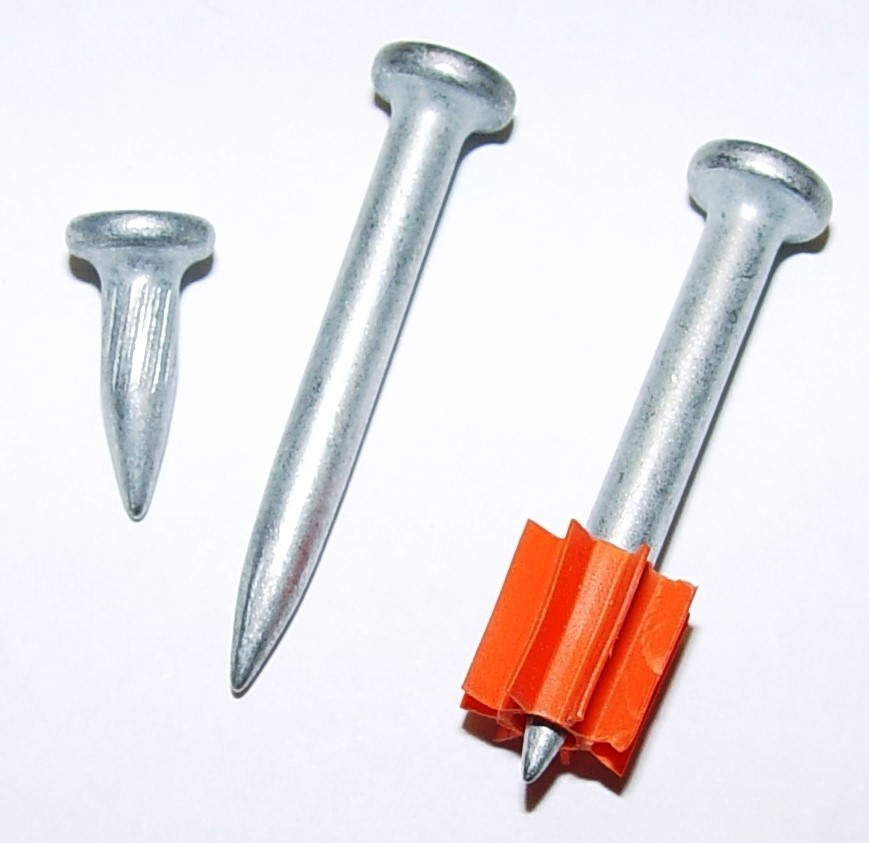
Clavos para pistola de pólvora, uno equipado con un sabot de color naranja

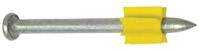
Sabot amarillo cerca de la punta del clavo

Las tres tipos de carcasa o colores de una sola dosis que se venden normalmente al público son: el marrón, el verde y el amarillo en envases de color latón.
No todas las herramientas accionadas por pólvora están homologadas para cargas de alta capacidad:  por ejemplo, es peligroso usar la carga más fuerte de níquel-morado de 1295 pies/s (394,7 m/s), en una herramienta no homologada para las altas presiones que genera.

## Seguridad y regulación
Al igual que sus homólogas accionadas por aire, las armas accionadas por pólvora tienen un bloqueo de seguridad en la boca del cañón. Si la boca del cañón no se aprieta contra una superficie con suficiente fuerza, el percutor se bloquea y no puede llegar a disparar la carga. Esto ayuda a garantizar que la pistola no se descargue de forma insegura, haciendo que el clavo se convierta en un proyectil peligroso.
Debido a su potencial para causar lesiones personales, las regulaciones de la OSHA en EE. UU. requieren un examen de calificación específico para utiliza este tipo de herramienta antes de que se permita a una persona alquilar o utilizar equipos accionados por pólvora. La mayoría de fabricantes de pistolas a ofrecen formación y certificación, algunos sin ningún coste adicional para las pruebas de campo. Además, se da una formación especial al futuro usuario para que pueda distinguir los colores utilizados en el sistema de códigos de colores que identifica los distintos niveles de potencia de la carga. La mayoría de certificados son valederos de por vida; aunque, en California deben renovarse cada tres años.